# Schede (Fluss)
Die Schede im südniedersächsischen Landkreis Göttingen ist ein 13,0 km langer, rechter und östlicher Nebenfluss der Weser.

## Name
Der Name ist eine Rückbildung aus dem Ortsnamen Scheden. Dieser bedeutet „Berg-, Wasserscheide“.

## Verlauf
Die Schede entspringt im Südteil des Bramwalds. Ihre Quelle befindet sich etwa 1 km südwestlich des Kernorts der Gemeinde Bühren auf rund 300 m ü. NHN im trichterförmigen Quelltopf Braukborn. Die Schüttung der Schedequelle beträgt jahreszeitlich schwankend zwischen 0,1 und 1 Liter pro Sekunde. Jenseits von Bühren liegt der Ursprung der Nieme, ein weiterer Wesernebenfluss.
Die Schede, die ausschließlich im Naturpark Münden verläuft, fließt anfangs in nordöstlicher Richtung nach Bühren, um den Ort ostwärts zu durchfließen. Danach verläuft sie nach Südosten östlich vorbei an Dankelshausen (Ortsteil von Scheden), um dann auf Scheden zuzusteuern, das westlich des Dransfelder Stadtwaldes liegt. Ohne diesen Mittelgebirgszug zu erreichen, fließt die Schede etwa südwestwärts durch das Dorf Niederscheden.
Dann fließt der Bach – von einem Abschnitt der Bundesstraße 3 begleitet – nach Südwesten und passiert Mielenhausen (Ortsteil von Hann. Münden) südöstlich. Hiernach zwängt sich die Schede an der Südabdachung des Bramwalds bzw. an dem Nordhang des Blümer Bergs mit der Berglandschaft des Mündener Stadtforsts in westlicher Richtung fließend durch das Schedetal mit dem Weiler Schedetal, wonach sie Volkmarshausen (Ortsteil von Hann. Münden) durchfließt.
Etwas westlich von Volkmarshausen mündet die Schede nach der Einmündung des von Südosten kommenden Thielebachs bzw. direkt nach dem Unterqueren der Landesstraße 561, welche die Hann. Mündener Ortsteile Gimte im Süden mit Hemeln im Norden miteinander verbindet, auf rund 110 m Höhe in die zur Nordsee fließende Weser, was etwa 190 m Höhenunterschied ergibt.
Der am Südwestrand des Bramwalds gelegenen Schedeeinmündung gegenüber und damit am anderen bzw. westlichen Weserufer liegt Hilwartshausen, ein gerade noch in Niedersachsen an der Ostabdachung des nordhessischen Reinhardswalds liegendes Klostergut.

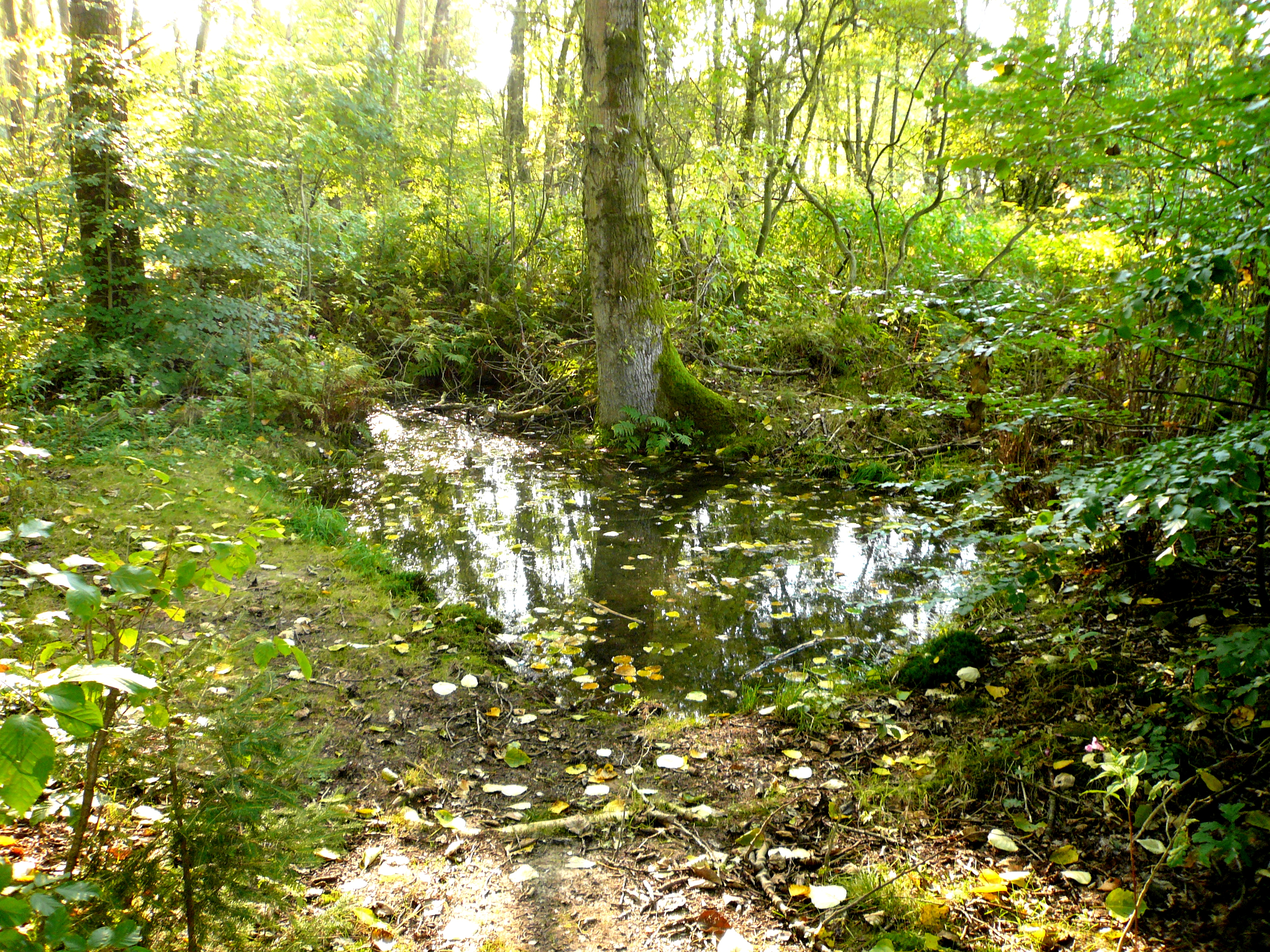
Schedequelle: Braukborn
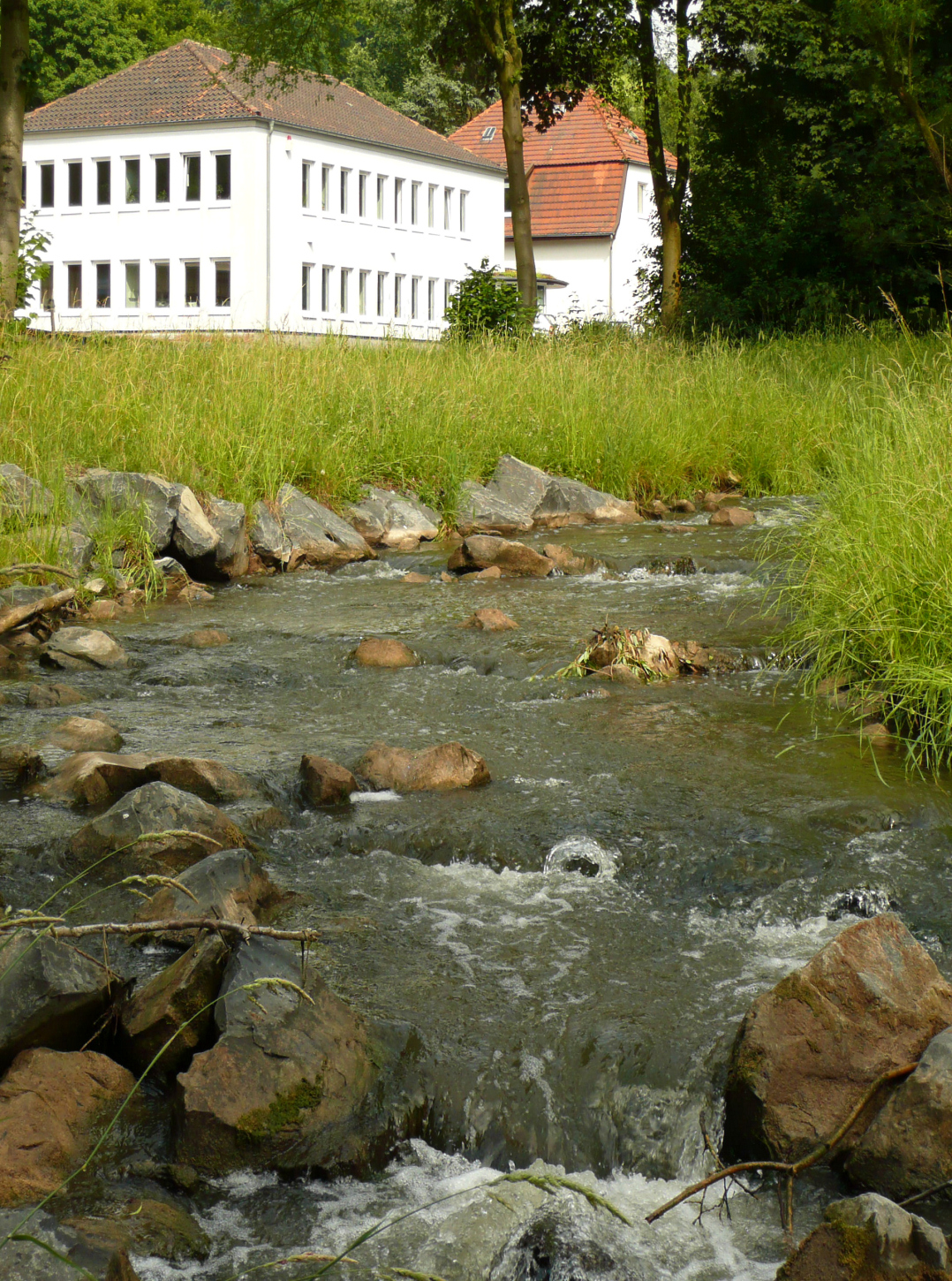
Schede im Schedetal bei Volkmarshausen
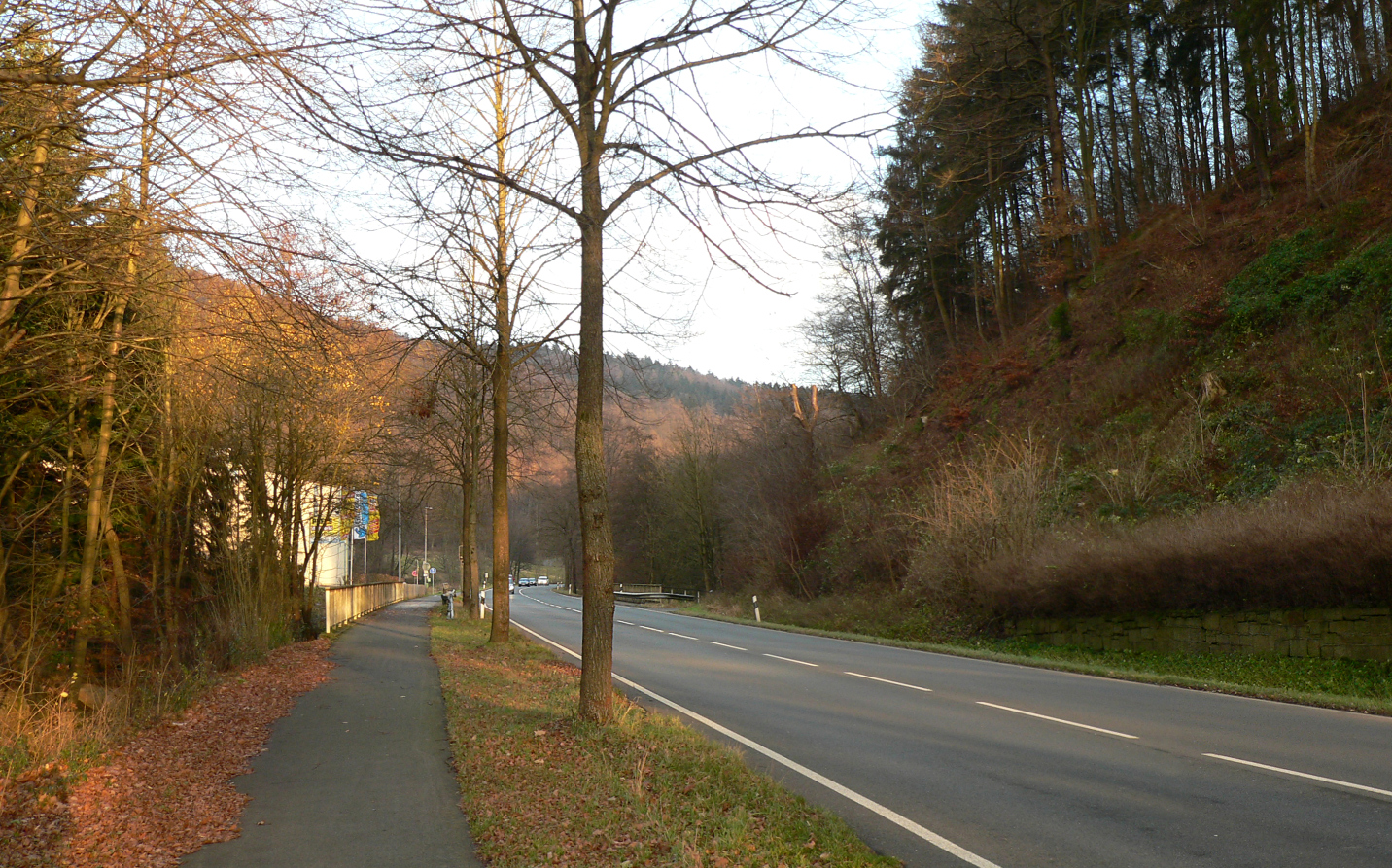
Schedetal
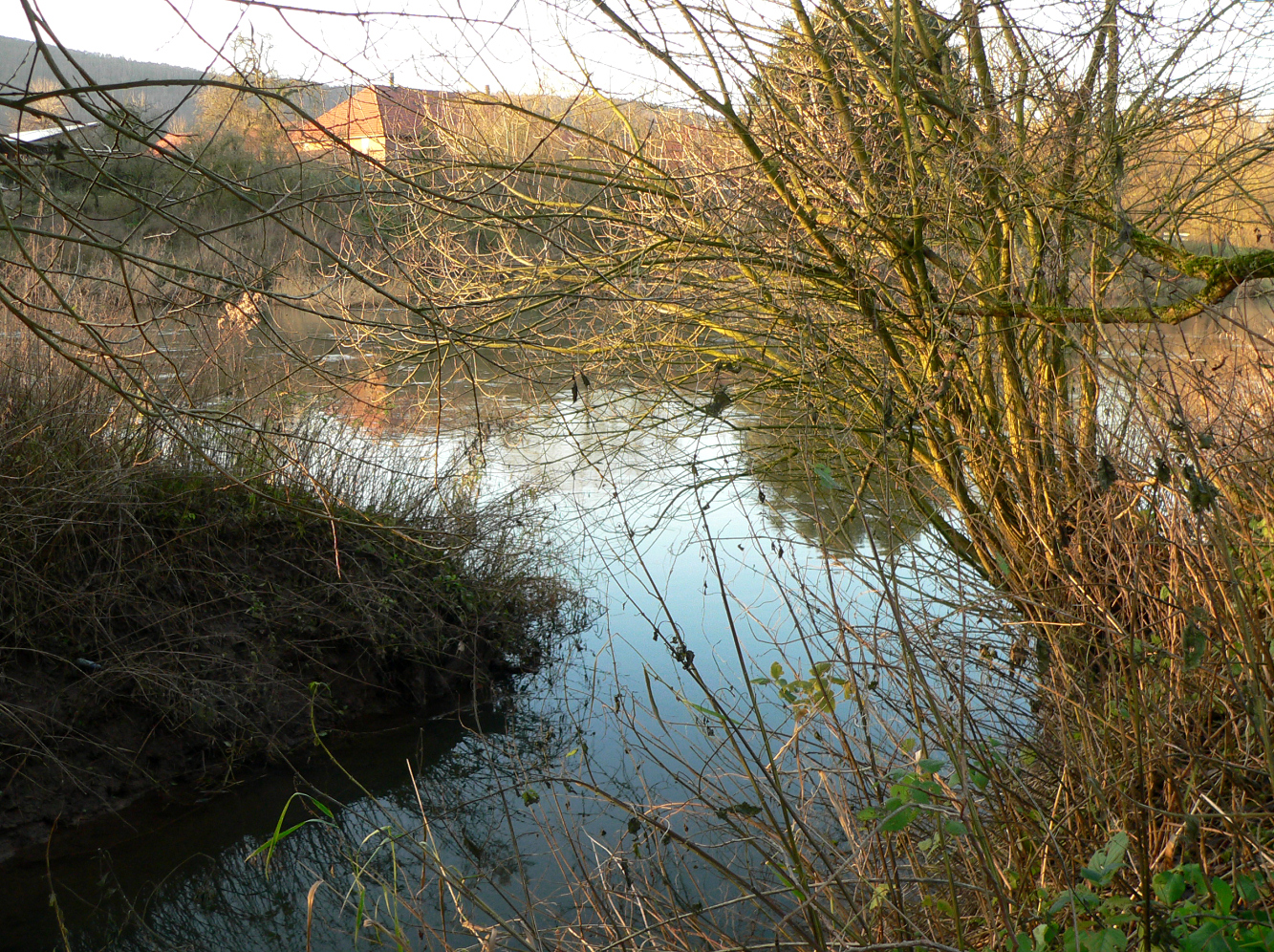
Schedemündung in die Weser bei Hilwartshausen

## Heinrichsflut
Im Tal der Schede kam es während der Heinrichsflut, der Hochwasserkatastrophe vom 16. und 17. Juli 1965, in Volkmarshausen, wo eine Filzfabrik überflutet und deren Lagerbestände fortgespült wurden, zu schweren Schäden. Hier sorgten durch Schlamm völlig verstopfte Abzuggräben für große Probleme.